# 리로이 리타
리로이 할리루 보하리 리타(Leroy Halirou Bohari Lita, 1984년 12월 28일 ~ )는 잉글랜드의 축구 선수로, 현재 시사켓에서 스트라이커로 활동하고 있다.